# オルング王国
オルング王国 (約1700年 - 1927年) (ポルトガル語: Reino da Orungu、フランス語: Royaume d'Orungu)は現在の中部アフリカのガボンにかつて存在した植民地化以前の王国である。オルングは18世紀と19世紀に奴隷貿易を管理し、同時期のガボンで発展した貿易拠点の中では最も強力なものとなった。

## 起源
オルング王国は起源不明で、王国の建国者であるミエネ語話者のオルング人にちなみ、名付けられた。ほとんどの学者は、オルング人が17世紀初頭に南方からオゴウェ川のデルタ地帯に移住してきたと考えている。 このことは、オルングがロアンゴ王国や、バヴィリ商人から大きな影響を受けたと言う事実からも裏付けられている 移住期にオルングはヨーロッパ人との貿易を支配するため、ミエネ語話者の他民族、ムポングウェをガボンの河口に移動させた。この目論見は成功し、ロペス岬には発展した王国が誕生した。

## 政府
オルング王国は20ほどの氏族から構成されていた。これらのうち1つの氏族は王の後継者を輩出し、他の氏族は内陸から海上への貿易を管理した。 オルング王国は、一種の集団的指導により、村を統治する氏族を基本的な政治単位としているこの地域において特異な存在であった。オルングはそのような制度を捨て去り、マニ・ポンゴと呼ばれる伝説的な人物の子孫であるとされた一人の王、または首長を選出した オルング王国の公職の肩書きは、氏族のヒエラルキーの観念と同様にロアンゴ王国から採用したものである。この制度はロアンゴのチロンゴ地区からオルング人と共に移動してきたと思われる 君主号「アガムウィンボニ」はオルング人自身から誕生したようで、ロアンゴやコンゴなどの王国で使用された接頭辞「マニ」は借用していない。

## 経済
オルング王国は沿岸に位置するため、仲介者としての文化を発展させた。17世紀にはオランダが沿岸貿易を支配し、象牙が主要な輸出品となった
オルング王国は金属加工と造船の文化を持ち、これによって川を介した貿易を支配した。海上貿易は非王族の間に分配され、これには象牙、蜜蝋、染め木、コーパル、, 黒檀の貿易が含まれた。 19世紀初頭までに、小国ではあったが豊かなオルング王国は内陸から奴隷を輸入することができるようになった

### 奴隷貿易
ガボン沿岸はカメルーンと同様、大西洋奴隷貿易においてニジェール・デルタやロアンゴ海岸、アンゴラと比較すると、小さな役割しか果たしていなかった、奴隷貿易は18世紀後半からの3世紀間のみであった 当初、オルング王国は奴隷の売り手ではなく買い手であって、奴隷は象牙で購入した。奴隷輸入の他にはオルングおは鉄も輸入していた 1760年代には、オルング王国は奴隷を取引し、アガムウィンボニはナザレス川とサン・メシアス川での課税によって豊かになることができた。 しかし、それでもオルング王国領での貿易は南方の隣国に比べて小さかった。1788年、ロペス岬とガボン河口は、ロアンゴ海岸から輸出された年間13,500人の奴隷と比較して、年間約5,000人の奴隷を輸出していた 19世紀初頭、ロペス岬の南方に位置するフェルナン・ヴァズ・ラグーンは、オルング王国に多くの奴隷を供給した 19世紀半ばまでには、ムポングウェのような最も知られた沿岸の集団は自国民を売っていなかったものの、その代わり自らの隣国を襲撃した。しかし、オルング王国は、しばしば債務者や、魔術師、姦淫者、詐欺師をポルトガルの奴隷貿易業者に売り渡した 1853年、オンバンゴ・ロゴンベ首長のもとでオルング王国は奴隷貿易を放棄することとし、現在のリーブルヴィルの付近の古びた奴隷バラック小屋はアメリカの宣教師に譲渡された。宣教師らは学校と教会の開拓地を設立し、バラカと名付けた。  
オルングの奴隷貿易は1870年代まで続き、違法な奴隷商人らが、川のさらに上流から沿岸のポルトガル人の買い手に人員を送り込んでいた。 

## 文化
オルング人はこの地域において最も知られた奴隷貿易商であるという評判にもかかわらず、オルング王国を訪れた人の中には、オルング地域とオルング人に対して好意的な評価を残している人もいた。1743年にこの地を訪れたジョン・ニュートンは、「オルング人はアフリカで出会った人々の中で最も人道的、そして道徳的な人々であり、当時ヨーロッパとの交流が最も少なかった人々である」と述べている これは長く続かず、オルングはヨーロッパの服装と習慣を身につけた しかし、オルング人はオルングの伝統的信仰を強く維持し、ヨーロッパの宣教師を敵視した。バラカで行われた宣教は奴隷制への反対勢力との交渉の一環として行われた外交工作に過ぎなかった。そのため、オルング人で西洋式教育を受けたものはほとんどおらず、ガボン植民地行政や独立後のガボン政治への影響力は限定的である。現在、かつての奴隷商人民族であるオルング人はガボンの少数民族の一つであり、約10,000人が暮らしている

## 王国の衰退
オルング王国の衰退はヨーロッパによる奴隷貿易弾圧と直接関係している。オルングの王は奴隷貿易に依存するようになり、奴隷貿易無しに王室への後援を維持することができなかった。これによってオルング王国は崩壊し、1873年、ンチェンゲ首長はフランスにオルング領を割譲する条約に署名した
1927年にはフランスはオルング王国の残党勢力を併呑し植民地化した。